# Álvaro de Tibi
|  | No s'ha de confondre amb els escaleters Álvaro de Faura i Álvaro Francés.. |

Álvaro López Cremades (1973-2016) va ser un pilotari tiber, anunciat com a Álvaro de Tibi en el joc a ratlles i molt reputat com a banca
amb els clubs de Tibi i Sella (Marina Baixa) o la Selecció Valenciana de Pilota, de la qual va ser capità.
Nascut a Tibi el 30 d'abril de 1973, Álvaro va treballar com a mestre d'educació física a Tibi, més tard a Ibi i Castalla; aficionat al frontenis, començà a practicar pilota a mà l'any 2006,
i va debutar amb la selecció en els Campionats Internacionals de Pilota del 2007 a Nivelles; l'any següent viatjà a la província d'Imbabura (Equador) per a disputar el VI Mundial de Pilota a Mà i també participà en l'Europilota 2010,
la Champions de Llargues de 2011 (Pamplona),
2012 (València)
i 2013 (Flandes)
el Mundial de 2014,
i dos Competicions Internacionals de Pilota de 2015: el Campionat d'Europa de Maubeuche amb la selecció (en substitució de Santi de Finestrat)
i la Champions de Llargues de Frísia amb l'equip d'Agost (Alacantí).
L'any 2011 va ser nomenat millor banca de la XXVII Lliga a Llargues d'Alacant
i la seua treta de volea va provocar que l'any 2012 la Confederació Internacional de Joc de Pilota modificara les regles per a limitar la canxa de llargues: la potència del seu colp superava els setanta-dos metres de llargària i va obligar els seus adversaris de Kerjsken durant la final de la II Champions de Llargues a València a pujar-se'n al be per a provar d'haure la pilota.
L'any 2016, a més de participar en les competicions locals, va viatjar al País Basc per a disputar dos partides d'exhibició contra la selecció de pilota basca.
Casat i amb dos fills, Álvaro va morir sobtadament la matinada del 23 de maig d'un infart miocardíac
i va ser soterrat al sendemà a Ibi, on residia,
després d'un funeral multitudinari.
La Federació de Pilota Valenciana,
la Federació de Pilota Basca,
la Federació Belga de Ballepelote,
ValNet i Víctor Iñúrria
varen fer públiques les seues condolències i el tiber va ser homenatjat en la partida d'eixa setmana al trinquet de Vilamarxant.
Al mes següent, el plenari de l'Ajuntament de Tibi acordà dedicar-li el poliesportiu local,
el Club de Pilota de Massamagrell programà una partida de llargues al Raval en record,
el Club de Pilota de Tibi va reanomenar el trofeu local de llargues com a Trofeu de Penyes Álvaro de Tibi i l'IES Fray Ignasi Barrachina d'Ibi, el va homenatjar batejant el seu minitrinquet amb el nom d'Álvaro López Cremades.
El 10 de juliol també rebé homenatge pòstum a Parcent entre les finals de la Lliga a Palma i la Lliga a Llargues d'Alacant.
Un anys després, el compositor Pau Verdú —company d'Álvaro l'any 2013 al CEIP de Castalla— estrenà el pasdoble Álvaro de Tibi, dedicat a la seua memòria i interpretat per la Societat la Magdalena de Tibi.